# Hamza Dair
Hamza Dair (* 1. Oktober 2002) ist ein marokkanischer Leichtathlet, der sich auf den Sprint spezialisiert hat.

## Sportliche Laufbahn
Erste internationale Erfahrungen sammelte Hamza Dair im Jahr 2019, als er bei den Arabischen-U18-Meisterschaften in Radès in 48,70 s die Silbermedaille im 400-Meter-Lauf gewann. 2022 startete er bei den Mittelmeerspielen in Oran und gewann dort mit neuer Bestleistung von 45,65 s die Silbermedaille hinter dem Portugiesen João Coelho und belegte mit der marokkanischen 4-mal-400-Meter-Staffel in 3:07,04 min den sechsten Platz. Anschließend belegte er bei den Islamic Solidarity Games in Konya in 46,14 s den fünften Platz im Einzelbewerb und siegte mit der Staffel in 3:03,76 min. Im Jahr darauf gewann er bei den Arabischen U23-Meisterschaften in Radès in 47,24 s die Silbermedaille über 400 Meter und gewann auch mit der Staffel in 3:08,23 min die Silbermedaille. Anschließend belegte er bei den Arabischen Meisterschaften in Marrakesch in 45,43 s den vierten Platz über 400 Meter, ehe er bei den Panarabischen Spielen in Algier in 45,81 s die Silbermedaille hinter dem Katari Ashraf Hussen Osman gewann. Zudem sicherte er sich im Staffelbewerb in 3:04,94 min die Silbermedaille hinter dem algerischen Team. Im August gewann er bei den Spielen der Frankophonie in Kinshasa in 46,07 s die Silbermedaille hinter dem Senegalesen Cheikh Tidiane Diouf und siegte mit der Staffel in 3:03,44 min. 2024 schied er bei den Afrikaspielen in Accra mit 46,66 s im Halbfinale über 400 Meter aus.

## Persönliche Bestleistungen
- 200 Meter: 21,44 s (+1,9 m/s), 6. Juni 2021 in Rabat
- 400 Meter: 45,43 s, 21. Juni 2023 in Marrakesch